# Лапин, Иван Фёдорович
Лапин Иван Федорович (1743 — до 1795) — русский актёр и художник.

## Биография

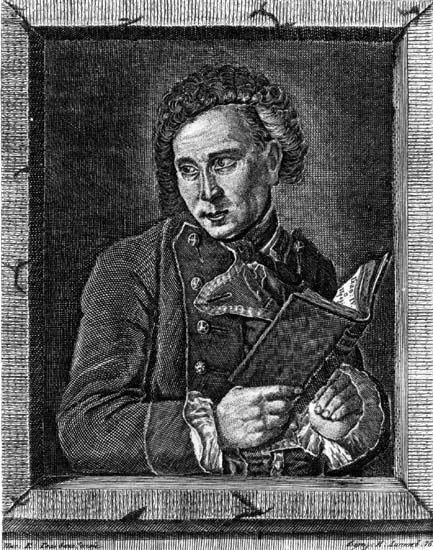
Портрет актёра Я. Д. Шумского. Гравюра работы Лапина

Сведения о Иване Федоровиче Лапине сохранились крайне скудные. Актёр и гравёр, р. 1743 г., с 1757 по 1762 г. был в Академии художеств, умер ранее 1795 г. {Половцов}
Он считается учеником и последователем И. А. Дмитревского. Играл в студенческом театре Императорского Московского университета. Учился с 1761 в петербургской Академии художеств, где организовал, а потом руководил драм. кружком; постановки «Синав и Трувор» Сумарокова, «Амфитрион» и «Школа жен» Мольера.
В 1765-66 перешёл в Петербургский придворный театр.
Среди ролей: Галицкий («Димитрий Самозванец» Сумарокова, 1771), Левзон («Беверлей» Сорена, 1772), Пренест («Борислав» Хераскова, 1772), Росслав (одноимённая пьеса Княжнина, 1784).
В середине 80-х гг. Лапин переехал в Москву, где был принят на сцену частного Петровского театра, принадлежавшего Михаилу Медоксу.
Роли: принц («Эмилия Галотти» Лессинга, 1786), Калиф (комическая опера «Калиф на час» Горчакова, 1786), Чадолюбов («Отец семейства» Сандунова, 1794), граф Альмавива («Фигарова женитьба», 1787) и др.
Лапин «соединял в себе все качества, составляющие отличного трагика: счастливую наружность, звучный и гибкий орган, чистую и правильную дикцию… Одного недоставало в нем: увлечения, что французы называют entrailles… Он преимущественно хорош был в таких ролях, которые этого увлечения не требовали, как то: в Тите, в Росславе». (С. Жихарев).
Преподавал сценическое искусство студентам и был приглашён графом Н. П. Шереметевым вместе с несколькими другими актёрами в его крепостной театр в наставники к крепостным артистам.